# 苏仙石乡
苏仙石乡，是中华人民共和国河南省信阳市商城县下辖的一个乡镇级行政单位。

## 行政区划
苏仙石乡下辖以下地区：
曾岗村、苏仙石村、俞畈村、秦河村、琉璃河村、关帝庙村、彭冲村、邓楼村、柯楼村和东河村。